# Antisthenes

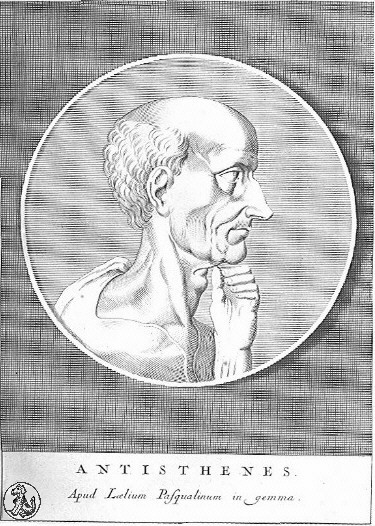
Ets van Antisthenes.

Antisthenes (Oudgrieks: Ἀντισθένης) (ca. 445 - ca. 365 v.Chr.) was een Grieks filosoof uit Athene, een leerling van Socrates die beschouwd wordt als de grondlegger van het filosofisch cynisme en leermeester van Diogenes van Sinope. De naam Cynisme werd gegeven aan deze stroming omdat Antisthenes om zijn antiplatonisme kracht bij te zetten in plaats van in een sjieke Academie het hondenkerkhof buiten Athene koos als plaats om te filosoferen. Antisthenes werd ook wel de Grote Hond genoemd, en Diogenes van Sinope de koninklijke hond.  
Antisthenes werd geboren in Athene, maar was de zoon van een Thracische moeder. 
In zijn jeugd studeerde hij retorica bij Gorgias en waarschijnlijk ook bij Hippias en Prodicus. Vermoedelijk was hij oorspronkelijk een welgesteld man, maar belandde hij later in de armoede. Hij werd beïnvloed door de leer van Socrates en werd een van zijn meest devote leerlingen.

## Leven en Leer
Dagelijks wandelde hij van de havenstad Piraeus naar Athene om te luisteren naar de woorden van Socrates en overtuigde zijn vrienden om hem te vergezellen. Vol enthousiasme voor de socratische idee van de deugd stichtte hij na diens dood een eigen school in de Cynosarges, waar hij zijn eigen filosofie ontwikkelde. Hij vond veel navolging in de armere delen van de bevolking, die aangetrokken werden door de eenvoud van zijn levensstijl en zijn leer. De bekendste van zijn volgelingen was ongetwijfeld Diogenes van Sinope, die bekendstaat als de voornaamste vertegenwoordiger van het Cynisme.
Hij nam afstand van de trots en het pompeuze van het wereldlijke leven. Hij kleedde zich in een mantel en droeg een wandelstaf en een beurs mee als symbool van de filosofie. Zijn kledingdracht werd overgenomen door zijn volgelingen, maar dit gebeurde op een dermate ostentatieve manier dat Socrates als kritiek gaf: "Ik zie uw trots naar buiten kijken door de scheur in uw mantel, oh Antisthenes".
Later keerde hij zich af van de filosofie en de stellingen van het cynisme en ging terug tussen het gewone volk leven. Hij bleef evenwel protesteren tegen de gewoonten van zijn tijd en pleitte voor een meer oorspronkelijke levenswijze, gevrijwaard van conventies en politieke beperkingen. 
Diogenes Laertius schreef dat het werk van Antistenes tien banden omvatte, maar van deze werken zijn slechts fragmenten overgeleverd. Zijn voorkeur lijkt uit te zijn gegaan naar de dialoog als schrijfstijl voor zijn werken. In deze dialogen zijn duidelijk elementen van zijn retorische opleiding terug te vinden. 
Aristoteles spreekt over Antistenes als een ongeschoold man met een eenvoudige geest. Plato beschrijft hem als iemand die tevergeefs strijdt met de moeilijkheden van de dialectiek. 
Deze uitspraken zijn evenwel op zijn minst gedeeltelijk gekleurd omwille van de concurrentie tussen de verschillende filosofische scholen in Athene. Het werk van Antisthenes kan best gezien worden als een belangrijk aspect van de socratische filosofie en kan vergeleken worden met de Cyreense school en de Igarische doctrines.

## Paradox
Aan Antisthenes wordt ook een paradox toegeschreven die stelt dat het onmogelijk is een geldige propositie te maken. 
De paradox stelt: 
- Een propositie 'A is A' is zeker waar, maar is betekenisloos.
- Een propositie 'A is B' is zeker betekenisvol, maar tevens onwaar, aangezien B niet gelijk is aan A.

Deze constructie maakt de hopeloosheid van elke filosofische activiteit duidelijk. Op basis van deze paradox is het ook duidelijk waarom Antisthenes zich later van de filosofie afwendde.